# Yevhen Makarenko
Yevhenii Oleksandrovych Makarenko (tiếng Ukraina: Євгеній Олександрович Макаренко, sinh ngày 21 tháng 5 năm 1991) là một cầu thủ bóng đá người Ukraina thi đấu ở vị trí hậu vệ. Anh thi đấu cho Kortrijk theo dạng cho mượn từ Anderlecht.

## Sự nghiệp
Anh là sản phẩm của trường thể thao FC Dynamo Kyiv. Makarenko được cho mượn đến FC Hoverla Uzhhorod ở Giải bóng đá Ngoại hạng Ukraina từ ngày 10 tháng 7 năm 2012.
Anh có lần khoác áo đầu tiên cho đội tuyển quốc gia vào ngày 5 tháng 3 năm 2014, trong chiến thắng 2-0 trước Hoa Kỳ.

## Danh hiệu
Dynamo Kyiv
- Giải bóng đá Ngoại hạng Ukraina: 2014-15, 2015-16
- Cúp bóng đá Ukraina: 2013-14, 2014-15